# Fabiana (roślina)
Fabiana Ruiz & Pav. – rodzaj roślin z rodziny psiankowatych. Obejmuje 15 gatunków. Zasięg rodzaju obejmuje zachodnią część Ameryki Południowej od Peru na południe. Większość gatunków występuje w Andach w Chile. Rośliny te występują głównie w zbiorowiskach zaroślowych. Ich kwiaty zapylane są przez owady (głównie ćmy) i kolibry. 
Fabiana imbricata wykorzystywana jest jako roślina lecznicza i uprawiana jako ozdobna na obszarach o łagodnym klimacie.
Nazwa rodzajowa upamiętnia hiszpańskiego duchownego Francisca Fabiána y Fuero (1719–1801).

## Morfologia
PokrójKrzewy do 2,5 m wysokości, czasem płożące (chamefity). U niektórych gatunków rośliny młodociane odmienne od starszych, u innych brak różnic w budowie roślin w zależności od wieku. Łodygi i liście pokryte włoskami zawierającymi żywice.
LiścieSkrętoległe, zimotrwałe, pojedyncze, drobne, siedzące, ułożone dachówkowato na pędach lub skupione w pęczki.
KwiatyWyrastają w kątach liści pojedynczo. Są promieniste i obupłciowe. Kielich z 5 działkami zrośniętymi, na końcu z krótkimi wolnymi ząbkami. Płatków korony jest także 5, są one zrośnięte na znacznej długości, tworząc lejkowatą lub walcowatą rurkę, na końcu z bardzo krótkimi, wolnymi łatkami. Korona jest zwykle biaława, rzadziej liliowa, niebieskawa, fioletowa lub czerwona. Pręcików jest 5, o nitkach podobnej długości lub dwa są krótsze od pozostałych. Zalążnia jest górna, dwukomorowa, z licznymi zalążkami w każdej z komór. Słupek pojedynczy, smukły, zwieńczony główkowatym lub siodłowatym znamieniem.
OwoceDrobne, podzielone przegrodą torebki otwierające się dwiema klapami, zawierające po ok. 50 nasion.

## Systematyka
Pozycja systematyczna
Rodzaj z rodziny psiankowatych (Solanaceae). W obrębie rodziny klasyfikowany do podrodziny Petunioideae. 
Wykaz gatunków
- Fabiana bryoides Phil.
- Fabiana densa J.Rémy
- Fabiana denudata Miers
- Fabiana deserticola Reiche
- Fabiana fiebrigii Scolnick ex S.C.Arroyo
- Fabiana foliosa (Speg.) S.C.Arroyo
- Fabiana friesii Dammer
- Fabiana imbricata Ruiz & Pav.
- Fabiana nana (Speg.) S.C.Arroyo
- Fabiana patagonica Speg.
- Fabiana peckii Niederl.
- Fabiana punensis S.C.Arroyo
- Fabiana squamata Phil.
- Fabiana stephanii Hunz. & Barboza
- Fabiana viscosa Hook. & Arn.